# Saint-Jacut-de-la-Mer

Saint-Jacut-de-la-Mer este o comună în departamentul  Côtes-d'Armor, Franța. În 1 ianuarie 2022 avea o populație de 909 de locuitori.